# Hypuzynacja
Hypuzynacja – rodzaj modyfikacji potranslacyjnej, której ulega jedynie eukariotyczny czynnik translacyjny eIF5A.
W pierwszym etapie hypuzynacji syntaza deoksyhypuzyny przyłącza do lizyny obecnej w białku eIF5A 4-aminobutylowe ugrupowanie spermidyny, co powoduje utworzenie reszty aminokwasowej deoksyhypuzyny. W kolejnym etapie deoksyhypuzyna jest modyfikowana przez hydroksylazę deoksyhypuzyny do hypuzyny.
Hypuzynacja jest niezbędna dla aktywności tego białka i  proliferacji komórki. Zaburzenia hypuzynacji, w tym mutacje w obrębie genu kodującego syntazę deoksyhypuzyny, są powiązane z chorobami nowotworowymi i chorobami neurodegeneracyjnymi.